# Rally de Cantabria de 2013
El Rally de Cantabria de 2013, oficialmente 35º Rally Internacional Cantabria, fue la 35º edición y la segunda ronda de la temporada 2013 del Campeonato de España de Rally. Se celebró del 18 al 19 de mayo y contó con un itinerario de diez tramos sobre asfalto.
El vencedor fue el canario Luis Monzón con un Mini John Cooper Works WRC preparado por Prodrive que logró la segunda victoria del campeonato y se afirmó como sólido líder. Segundo fue Surhayen Pernía que consiguió el primer podio de su carrera en el campeonato y tercero Alberto Meira, ambos con sendos Mitsubishi Lancer Evo X. Jonathan Pérez que marcó dos scratch y llegó a liderar la prueba terminó fuera de la carrera por accidente y Xavi Pons que también marcó dos scratch había terminado segundo pero una penalización de cinco minutos lo hizo descender hasta la octava plaza. En la quinta posición finalizó el andorrano Joan Vinyes además de ser el primero entre los vehículos de tracción delantera.

## Itinerario
| Día   | Tramo | Nombre                      | Distancia | Hora  | Ganador         | Tiempo  | Veloc. media | Líder           |
| ----- | ----- | --------------------------- | --------- | ----- | --------------- | ------- | ------------ | --------------- |
| Día 1 | TC1   | Villanueva - Moncalián 1    | 25,85 km  | 14:16 | Surhayen Pernía | 11:57.3 | 98.17        | Surhayen Pernía |
| Día 1 | TC2   | Meruelo - Las Pilas 1       | 11,76 km  | 15:26 | Luis Monzón     | 7:26.7  | 94.78        | Luis Monzón     |
| Día 1 | TC3   | Villanueva - Moncalián 2    | 25,85 km  | 17:05 | Jonathan Pérez  | 11:55.9 | 98.36        | Jonathan Pérez  |
| Día 1 | TC4   | Meruelo - Las Pilas 2       | 11,76 km  | 18:15 | Jonathan Pérez  | 7:27.5  | 94.61        | Jonathan Pérez  |
| Día 1 | TC5   | Villanueva - Moncalián 3    | 25,85 km  | 19:54 | Surhayen Pernía | 11:45.7 | 99.78        | Surhayen Pernía |
| Día 1 | TC6   | Meruelo - Las Pilas 3       | 11,76 km  | 21:04 | Luis Monzón     | 7:46.4  | 90.77        | Luis Monzón     |
| Día 2 | TC7   | San Roque - Villacarriedo 1 | 26,74 km  | 8:05  | Xavi Pons       | 16:58.8 | 94.49        | Luis Monzón     |
| Día 2 | TC8   | Barcenilla - La Canal 1     | 8,83 km   | 8:45  | Xavi Pons       | 5:18.4  | 99.84        | Luis Monzón     |
| Día 2 | TC9   | San Roque - Villacarriedo 2 | 26,74 km  | 10:58 | Luis Monzón     | 16:58.4 | 94.52        | Luis Monzón     |
| Día 2 | TC10  | Barcenilla - La Canal 2     | 8,83 km   | 11:38 | Luis Monzón     | 5:18.5  | 99.81        | Luis Monzón     |

## Clasificación final
| 1.      | Luis Monzón         | José Carlos Déniz | Mini Cooper WRC         | 1:43:36.4 | 0.0     |
| 2.      | Surhayen Pernía     | Juan Luis García  | Mitsubishi Lancer Evo X | 1:45:29.6 | +1:53.2 |
| 3.      | Alberto Meira       | David Vázquez     | Mitsubishi Lancer Evo X | 1:45:56.5 | +2:20.1 |
| 4.      | Joan Vinyes         | Jordi Mercader    | Suzuki Swift S1600      | 1:46:46.0 | +3:09.6 |
| 5.      | Sergio Vallejo      | Diego Vallejo     | Porsche 997 GT3         | 1:46:47.6 | +3:11.2 |
| 6.      | Víctor Senra        | Enrique Velasco   | Mitsubishi Lancer Evo X | 1:47:57.4 | +4:21.0 |
| 7.      | Gorka Antxustegui   | Alberto Iglesias  | Suzuki Swift S1600      | 1:48:03.7 | +4:27.3 |
| 8.      | Xavi Pons           | Xavier Amigo      | Mitsubishi Lancer Evo X | 1:49:28.2 | +5:51.8 |
| 9.      | José Antonio Suárez | Cándido Carrera   | Ford Fiesta R2          | 1:49:34.6 | +5:58.2 |
| 10.     | Alejadro Pais       | Santiago Pais     | Mitsubishi Lancer Evo X | 1:49:53.3 | +6:16.9 |
| Fuentes |                     |                   |                         |           |         |